# Karaczajo-Czerkieski Obwód Autonomiczny
Karaczajo-Czerkieski Obwód Autonomiczny, Karaczajo-Czerkieski OA (ros. Карачаево-Черкесская автономная область, karaczajsko-bałkarski Къарачай-Черкес автоном область, kabard. Къэрэшей-Черкес автономнэ область, abazyński Къарча-Черкес автоном область) – obwód autonomiczny w Związku Radzieckim, istniejący w latach 1922–1926 oraz 1957–1991, wchodzący w skład Rosyjskiej Federacyjnej Socjalistycznej Republiki Radzieckiej.
Karaczajo-Czerkieski OA został utworzony 12 stycznia 1922 r. Tworzenie autonomicznych jednostek terytorialnych dla mniejszości narodowych było częścią polityki tzw. korienizacji, tj. przyznawania autonomii mniejszościom narodowym zamieszkującym obszary dawnego Imperium, poprzednio dyskryminowanym i rusyfikowanym przez carat.
Pierwotnie Karaczajo-Czerkieski OA nie wchodził bezpośrednio w skład Rosyjskiej FSRR, a był częścią Górskiej ASRR, i w pośredni sposób znajdował się w granicach Rosji Radzieckiej. Dopiero w momencie likwidacji Górskiej ASRR (7 lipca 1924 r.) Karaczajo-Czerkieski OA stał się bezpośrednio częścią Rosyjskiej FSRR.
26 kwietnia 1926 r. Obwód został zlikwidowany poprzez podział na dwie narodowe jednostki: Karaczajski Obwód Autonomiczny i Czerkieski Okręg Narodowościowy. 
Ponownie obwód został utworzono 11 lutego 1957 r. Wówczas pozwolono na powrót do ojczyzny deportowanym w ramach stalinowskich represji Karaczajom i do istniejącego Czerkieskiego OA dołączono tereny zlikwidowanego w 1943 r. Karaczajskiego OA, tworząc ponownie Karaczajo-Czerkieski OA. Istniał on do 3 lipca 1991 r., kiedy to został przekształcony w Karaczajo-Czerkieską Autonomiczną Socjalistyczną Republikę Radziecką
 Informacje n.t. położenia, gospodarki, historii, ludności itd. Karaczajo-Czerkieskiego Obwodu Autonomicznego znajdują się w: artykule poświęconym Republice Karaczajo-Czerkiesji, jak obecnie nazywa się rosyjska jednostka polityczno-administracyjna, będąca prawną kontynuacją Obwodu.